# Halma
Halma [hálma] (starogrško ἅλμα: hálma – skok) je abstraktna namizna igra na deski, ki jo je leta 1883 ali 1884 iznašel George Howard Monks, ameriški torakalni kirurg na Harvard Medical School. Za zgled mu je bila angleška igra Hoppity, izumljena leta 1854,:5 vendar se njena pravila igranja niso ohranila.
Deska ima šahovsko kockasto obliko in je razdeljena na 256 kvadratnih igralnih polj (16×16). Figure so lahko ploščati valjčki kot pri dami, leseni ali plastični stožci ali moške figure v obliki majhnih šahovskih kmetov. Barvi sta običajno črna in bela za dva igralca, ter različne barve ali druge različnosti v igri za štiri igralce.

## Pregled
Igro igrata dva ali štirje igralci na nasprotnih kotih deske. Igro lahko igrajo vsak zase tudi trije igralci. Štirje igralci lahko igrajo vsak zase ali pa paroma. Cilj igre je prestaviti vse figure iz svoje hiše (tabora, doma, dvorca) v enem kotu v hišo v nasprotnem kotu. V vsaki potezi igralec premakne eno figuro na nasprotno prosto polje ali zaporedoma preskoči eno ali več figur.

## Pravila igre in način igranja

### Nastavitev
- desko sestavlja mreža 16×16 igralnih polj.
- polja so si sosedna v vodoravni, navpični ali diagonalni smeri.
- igro lahko igrata dva, trije ali štirje igralci (posamezno ali paroma).
- vsako hišo igralca sestavljajo sosednja polja v enem kotu deske. Te hiše so na deski označene.
  - za igro za dva igralca je hiša igralca skupek 19-ih polj. Hiši ležita v nasprotnih kotih.
  - za igro za štiri igralce je hiša igralca skupek 13-ih polj. Vsak od štirih kotov deske predstavlja hišo..
- vsak igralec ima nabor figur v različni barvi, število pa odgovarja številu polj v njegovi hiši.
- pri začetnem položaju so na vseh poljih v hišah postavljene figure igralcev.

### Cilj igre
Za zmago je treba vse svoje figure premakniti v diagonalno nasprotno hišo. Pri igri za štiri igralce, ki igrajo paroma, je zmagovalec tisti par, ki je prestavil oba nabora figur v nasprotni hiši.

### Igralno zaporedje
- igralci naključno določijo kdo ima prvo potezo.
- figure se lahko premikajo v osem možnih smeri (pravokotno in diagonalno).
- v vsaki potezi lahko igralec premakne eno figuro v svoji barvi v enem od naslednjih dveh načinov:
  - en (tihi) premik na prazno polje:
    - prestavitev figure na prazno sosednjo mesto.
    - poteza je zaključena.

  - en ali več preskokov preko sosednjih figur:
    - svoja ali nasprotna sosednja figura poljubne barve se lahko preskoči, če obstaja sosednjo prazno polje na neposredni nasprotni strani za to figuro.
    - postavitev figure na prazno polje na nasprotni strani za preskočeno figuro.
    - figura, ki je preskočena, ostane neprizadeta in ostane na deski.
    - po poljubnem enem skoku lahko ista figura preskoči naprej druge figure ali pa se poteza zaključi.
- igralec v eni potezi ne more kombinirati tihih premikov ali preskokov.
- možno preskakovanje ni obvezno in igralec lahko izbira med tihimi premiki ali preskoki.
- ko figura enkrat doseže svojo hišo, se je iz nje ne sme več prestavljati.
- če so v nasprotni hiši enega igralca vse njegove figure, ta igralec zmaga.
- drugače se igra nadaljuje v smeri urinega kazalca okrog deske.

## Primerjava z drugimi igrami
- mehanika skakajočih figur je podobna tisti pri dami, vendar se razlikuje v tem, da se nasprotnih figur nikoli ne zajame ali drugače prestavlja z deske in skakanje ni obvezno
- kitajska dama, različica dame, je bila izvirno objavljena leta 1892 kot Stern-Halma (nemško za »zvezdna halma«) in kasneje preimenovana za trg v ZDA, da bi bila videti bolj eksotična. Najprej se je v ZDA pri podjetju Pressman Toy Corporation imenovala »Hop Ching Checkers«. Ime zavaja, saj igra zgodovinsko ni povezana s Kitajsko, in tudi ni igra dame. Na kitajsko govoreča področja so igro predstavili večinoma Japonci.

## Različice
Obstajajo tudi:
- različice na deski s 16 (4×4) kvadratnimi igralnimi polji:
  - s 7-mi (3-4) figurami,[4]
- različice na deski s 64 (8×8) kvadratnimi igralnimi polji:
  - z 8-mi figurami
  - z 10-mi figurami
  - s 16-mi figurami
- različice na deski z 81 (9×9) kvadratnimi igralnimi polji:
  - z 10-mi (1-2-3-4) figurami[5][6]
- s 100 (10×10) kvadratnimi igralnimi polji:
  - s 15-imi (1-2-3-4-5) figurami.[7]

V nekaterih različicah so premiki in/ali preskoki dovoljeni samo v vodoravni in navpični smeri in ne tudi v diagonalnih smereh.
Na internetu obstaja več spletnih različic, po navadi za dva igralca z izmeničnimi potezami. 

### Iz kota v kot
V Sloveniji je znana igra na šahovnici (8×8) za dva igralca imenovana iz kota v kot, kjer ima vsak igralec po 8 figur (2-3-3) – običajno šahovskih kmetov. Načeloma igro lahko igrajo tudi trije ali štirje igralci (posamezno ali v paru kot pri običajni halmi).

### Ugolki
V ruski različici igre ugolki (ukrajinsko куточки) običajno igrata dva igralca na deski 8×8 vsak s 16-imi figurami (4×4). Igrajo se tudi različice:
- z 9-imi (3×3) figurami,
- z 10-timi (1-2-3-4) figurami ali
- z 12-imi (3×4) figurami,

- različice na deski s 100 (10×10) polji:
  - s 15-imi figurami,
  - s 16-imi (4×4) figurami ali
  - z 20-imi (4×5) figurami,[10] in:
- različice na deski s 144 (12×12) polji:
  - s 16-imi (4×4) figurami,
  - z 20-imi (4×5) figurami,
  - z 21-imi figurami,
  - s 25-imi (5×5) figurami ali
  - s 30-imi (5×6) figurami.[10]

### Spletne različice
Na nekaterih spletnih straneh obstaja različica pravila, da igralec avtomatično izgubi, če ima še vedno figuro v svoji hiši po določenem številu potez (običajno 30 za igro 8×8-(2)10 in 50 za igro 10×10-(2)15. Hitronapredujoči igralci občasno poskušajo blokirati naprotno figuro, vendar se ta taktika ne obnese najbolj, če zanjo ve nasprotni igralec. V neelektronskih različicah se število potez običajno ne šteje.

## Osnovna strategija in taktika
V primerjavi z drugimi mnogimi igrami na deski ima halma začetek, srednji del in zaključek. Začetek, kjer naprotne figure še ne pridejo v stik, je po navadi bitka naborafigur, pri čemer igralci igrajo svoje najljubše otvoritve. Srednji del, kjer nasprotne figure blokirajo druge figure ali se med seboj preskakujejo, je po navadi označen z oportunistično igro – igralec z največ potrpežljivosti za preverjanje prilik na celotni deski, vključno s tistimi pridobljenimi s premiki nazaj za premike naprej, bo pridobil prednost. Igralci se pripravijo za zaključek, kjer so se nasprotne figure premaknile naprej med seboj in morajo hiteti v svoje hiše, in se izogibajo zastajajočim figuram.
Kot pri večini iger na deski je zgodnji nadzor nad središčem ključni pomen pri taktiki, saj zagotavlja dodatno gibljivost. Figure lahko tvorijo dvonivojski blokirajoči zid, ki odbija nasprotnike stran od središča in jih prisiljuje na daljše poti. Vendar, če nasprotnik zgradi nasprotni zid, prvi igralec za njegovo razbitje po navadi utrpi strateško zgubo.
Pomembno je razumeti, da se figuri v paru premikata hitreje kot ena figura v zaključku igre. To pomeni, da ima igralec s parom naprej skakajočih figur prednost pred igralcem z dvema zastajajočima figurama.
Večje deske imajo več razpoložljivih strateških kombinacij od manjših, igra za štiri igralce pa ponuja več taktičnega zapleta od igre z dvema igralcema.

## Pomembne pojavitve v popularni kulturi
- govoreče halmine figure so se pojavile v zgodbi Rupert Bear »Rupert and the Jumping Men«, Rupert Annual 1976.[12]
- v otroškem romanu Edith Nesbit The Magic City je dežela Somnolentia naseljena z ljudmi Halma.
- Mervyn Peake je dvakrat primerjal oddaljene ljudi s figurami halme v svojih romanih Mr Pye in Titus Groan.
- Paul Francis Jennings je opisal vesele rezultate svojega poskusa dešifriranja pravil igre iz množice navodil v nemščini v svojem članku »How to Spiel Halma«.
- Eleanor Farjeon govori o igranju halme v svoji avtobiografiji A Nursery in the Nineties, ter o rabi črnih, belih in rdečih figur halme za uprizoritev ritualne igre božičnega večera v kateri izmišljene osebe poskušajo preplezati goro izdelano z igralnimi kockami Anker.